# Landdag van Stiermarken
De Landdag van Stiermarken (Duits: Landtag Steiermark) is het parlement van de Oostenrijkse deelstaat Stiermarken. De Landdag kwam in 1412 voor het eerst bijeen. In 1861 werd de Landdag een van de provinciale vergaderingen van Cisleithanië (het Oostenrijkse deel van de Dubbelmonarchie Oostenrijk-Hongarije).
De Landdag telde aanvankelijk 56 afgevaardigden; een wijziging van de kieswet bracht dit aantal in 2015 terug tot 48.  Zij worden om de vijf jaar gekozen. Als parlement heeft de Landdag wetgevende macht en kiest zowel de regering van de deelstaat als de gouverneur (Landeshauptmann). Ook kiezen de afgevaardigden een voorzitter uit hun midden. De laatste Landdagverkiezingen vonden op 24 november 2024 plaats.

## Samenstelling (2024–2029)
| Partij | Partij | Partij                                                          | %     | Zetels | Verschil |
| ------ | ------ | --------------------------------------------------------------- | ----- | ------ | -------- |
|        |        | Freiheitliche Partei Österreichs (FPÖ)                          | 34,8% | 17     | 9        |
|        |        | Österreichische Volkspartei (ÖVP) Steirische Volkspartei (StVP) | 26,8% | 13     | 5        |
|        |        | Sozialdemokratische Partei Österreichs (SPÖ)                    | 21,4% | 10     | 2        |
|        |        | Die Grünen - Die Grüne Alternative (GRÜNE)                      | 6,2%  | 3      | 3        |
|        |        | Das Neue Österreich (NEOS)                                      | 6,0%  | 3      | 1        |
|        |        | Kommunistische Partei Österreichs (KPÖ)                         | 4,5%  | 2      | 0        |
| Totaal | Totaal |                                                                 | 100%  | 48     |          |

## Parlementsgebouw
De Landdag van Stiermarken zetelt in het Landhaus in de hoofdstad van de deelstaat, Graz. Het gebouw werd gebouwd tussen 1527 en 1531 en was het eerste Renaissancegebouw van de stad.

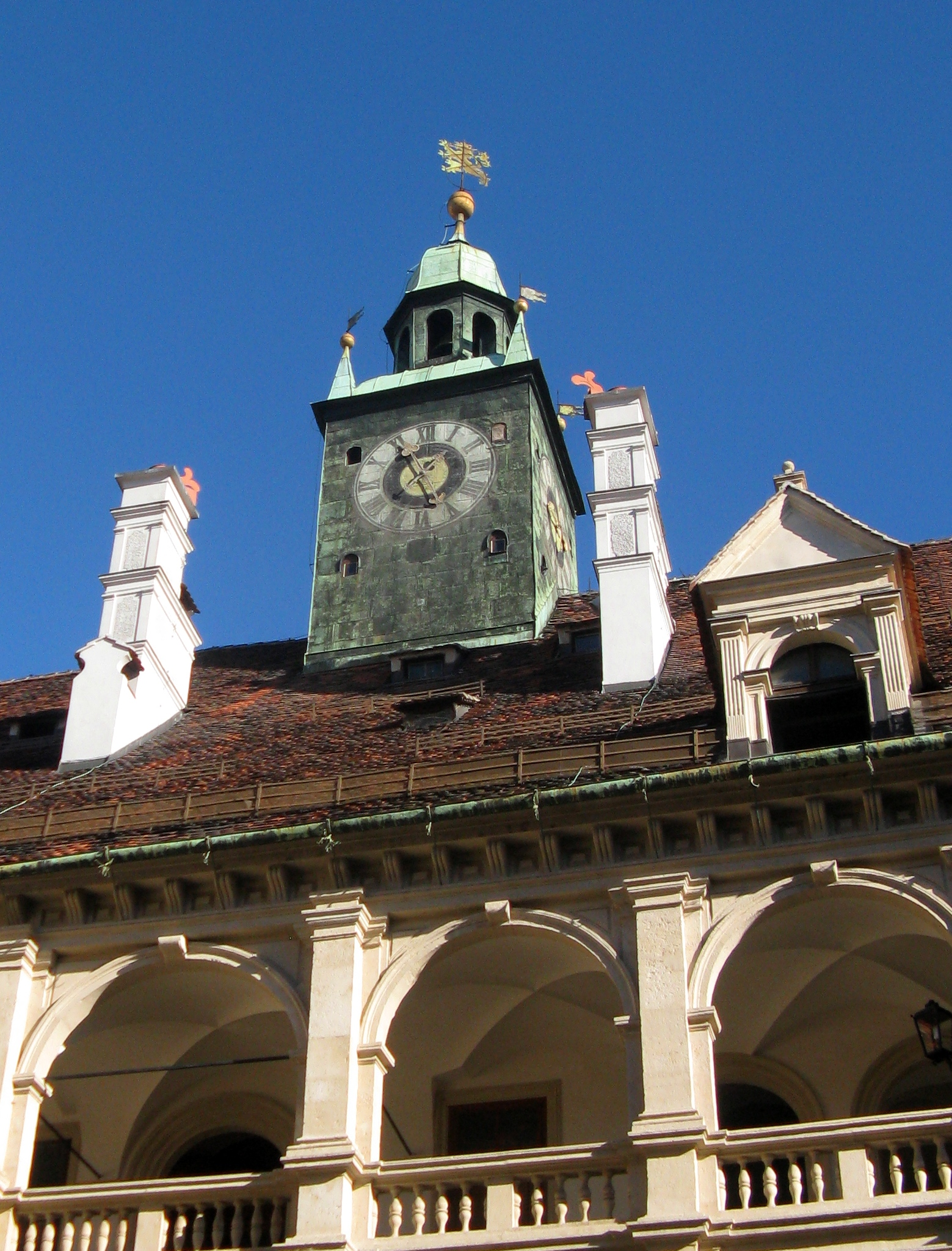
Detail van het dak van het Landhaus

Burgenland · Karinthië · Neder-Oostenrijk · Opper-Oostenrijk · Salzburg · Stiermarken · Tirol · Vorarlberg · Wenen